# 마이키 이야기 2
《마이키 이야기 2》(영어: Look Who's Talking Too)는 미국에서 제작된 1990년 로맨틱 코미디 영화이다. 에이미 헤컬링이 연출하고 닐 이즈리얼과 공동 각본을 썼다. 역시 헤컬링이 연출과 각본을 맡은 1989년 코미디 영화 《마이키 이야기》 후속작이다. 존 트러볼타와 커스티 앨리가 아들 마이키, 그리고 새로 태어난 딸 줄리를 둔 신혼 부부로 출연하였으며, 브루스 윌리스가 마이키 마음 속 목소리를, 로잰 바가 줄리 마음 속 목소리를 연기하였다. 조너선 D. 크레인 등이 제작에 참여하였다.
속편 《마이키 이야기 3》(1993)으로 이어진다.

## 줄거리
이부 여동생 줄리가 태어나자 마이키는 오빠 노릇을 할 기대에 부풀지만 곧 서로 싫어하게 된다. 또한 마이키는 배변 훈련으로 상당한 고난의 시간을 보낸다.  
한편 제임스는 몰리 부모님 덕에 상근직 조종사가 되지만 몰리 부모님의 개입을 지나친 간섭으로 받아들이면서 몰리와 말다툼이 잦아진다. 게다가 제임스의 반대에도 불구하고 몰리가 아끼는 남동생 스튜어트가 한동안 얹혀 지내면서 부부 사이는 완전히 갈라져 제임스가 집을 나가는데...  

## 출연
- 존 트러볼타 - 제임스 우브리아코 / 제임스 정자 세포 (목소리) 역
- 커스티 앨리 - 몰리 우브리아코 / 몰리 난자 (목소리) 역
- 엘리어스 커테이어스 - 스튜어트 젠슨 역
- 트윙크 캐플런 - 로나, 몰리의 친구 역
- 올림피아 두카키스 - 로지 젠슨 역
- 길버트 곳프리드 - 조이, 아기 체육관 강사 역
- 돈 S. 데이비스 - 플라이셔 의사 역

목소리
- 브루스 윌리스 - 마이키 우브리아코 역
- 로잰 바 - 줄리 우브리아코 역
- 데이먼 웨이언스 - 에디, 마이키 놀이 친구 역
- 멜 브룩스 - 미스터 토일럿 맨, 마이키가 꾸는 악몽 속 의인화된 변기 역

## 제작
전편 《마이키 이야기》(1989)와 마찬가지로 조앤 리버스가 줄리 목소리를 맡을 예정이었으나, 일정 조정 문제로 하차하면서 로잰 바가 대타로 들어왔다.

## 기타 제작진
- 배역: 스튜어트 에이킨스
- 미술: 루번 프리드
- 의상: 몰리 매기니스
- 음악 감독: 모린 크로

## 우리말 녹음
SBS 성우진 (1996년 1월 19일)
- 오세홍 - 마이키 (브루스 윌리스)
- 한수경 - 줄리 (로잰 바)
- 박기량 - 지미 (존 트래볼타)
- 이경자 - 몰리 (커스티 앨리)
- 문관일 - 에디 (데이먼 웨이언스)
- 김준 - 스튜어트 (엘리어스 커테이어스)